# Бекард рябокрилий
Бекард рябокрилий (Pachyramphus polychopterus) — вид горобцеподібних птахів родини бекардових (Tityridae).

## Поширення
Досить поширений вид. Трапляється в Центральній та Південній Америці від Гватемали до півночі Аргентини. Мешкає навколо субтропічних або тропічних низинних та гірських тропічних лісів, листяних лісів, мангрових лісів, болотних лісів, річок і струмків та плантацій на висотах до 500 м над рівнем моря.

## Підвиди
Таксон містить 8 підвидів:
- Pachyramphus polychopterus similis Cherrie, 1891
- Pachyramphus polychopterus cinereiventris Sclater, PL, 1862
- Pachyramphus polychopterus dorsalis Sclater, PL, 1862
- Pachyramphus polychopterus tenebrosus Zimmer, JT, 1936
- Pachyramphus polychopterus tristis (Kaup, 1852)
- Pachyramphus polychopterus nigriventris Sclater, PL, 1857
- Pachyramphus polychopterus polychopterus (Vieillot, 1818)
- Pachyramphus polychopterus spixii (Swainson, 1838)